# Nicola Pignataro
Nicola Pignataro (Bari, 24 aprile 1943) è un attore italiano.

## Biografia
Nato a Bari, cominciò a recitare per gioco all'età di 14 anni nella parrocchia del Redentore a Bari ma solo a diciotto anni iniziò la sua carriera professionistica con il primo piccolo compenso, incontra in quel momento il futuro collega e amico Ninni Di Lauro.
Nel 1975 con alcuni colleghi decise di preparare nel teatro della Stanic una rappresentazione di carattere drammatico intitolata "U Café antico" di Vito Maurogiovanni. Durante i provini per questo spettacolo conobbe Mariolina De Fano che entrò così nella compagnia. Tre mesi più tardi lanciarono uno spettacolo che acquistò presto notorietà dal titolo "U cazzarizze". Successivamente scrisse una serie di spettacoli teatrali comici che andarono in scena al Teatro Purgatorio.
Negli anni '90 conduce su Teleregione lo show "A sud del sud".
Oggi si occupa principalmente del suo teatro, dove tra le altre cose interpreta le opere di sua scrittura.

## Filmografia

### Cinema
- Il carabiniere, regia di Silvio Amadio (1981)
- Vigili e vigilesse regia di Franco Prosperi (1982)
- Pover'ammore, regia di Vincenzo Salviani (1982)
- L'ammiratrice, regia di Romano Scandariato (1983)
- LaCapaGira, regia di Alessandro Piva (1999)
- Nemmeno in un sogno, regia di Gianluca Greco (2002)
- Il Natale rubato, regia di Pino Tordiglione (2003)
- Oggi sposi, regia di Luca Lucini (2009)
- Piripicchio - L'ultima mossa, regia di Vito Giuss Potenza (2010)
- Teresa Manganiello - Sui passi dell'amore, regia di Pino Tordiglione (2011)
- Il bacio azzurro, regia di Pino Tordiglione (2015)

## Teatro
- Nu matte Fesciute da Vescegghie di Vito De Fano – Teatro Purgatorio di Bari (1976)
- U Scarpare Gedezziuse di Vito De Fano e Nicola Pignataro – Teatro Purgatorio di Bari (1976)
- U Cazzarizze di Cimarrusti e Ingrosso – Teatro Purgatorio di Bari (1977)
- Amminuamare di Vito Maurogiovanni – Teatro Purgatorio di Bari (1977)
- Don Juan di Nicola Saponaro - Teatro Purgatorio di Bari (1977)
- Scorze e Meddìche di Nicola Pignataro e Lino Spadaro - Teatro Piccinni di Bari (1978)
- Faiele di Nicola Pignataro e Lino Spadaro – Teatro Piccinni di Bari (1978)
- Na scernata desgrazziate di Vito De Fano e Nicola Pignataro – Teatro Curci di Barletta (1979)
- Citte citte mmenze alla chiazze di Nicola Pignataro e Lino Spadaro - Teatro Royal di Bari (1980)
- Natale in Casa Petaroscia di Nicola Pignataro - Teatro Piccinni di Bari (1987)
- Marietta la Coppunista di Nicola Pignataro - Teatro Purgatorio di Bari (1990)
- Colino Cocò di Nicola Pignataro - Teatro Purgatorio di Bari (1991)
- Frusce de Scopa nove di Nicola Pignataro - Teatro Purgatorio di Bari (1992)
- Le bombe comiche di Nicola Pignataro - Teatro Purgatorio di Bari (1992)
- Il geom. Marazia e l'avviso di garanzia - Teatro Purgatorio di Bari (1993)
- Pane jegghie e sale di Nicola Pignataro - Teatro Purgatorio di Bari (1994)
- Il geom. Marazia Due di Nicola Pignataro - Teatro Purgatorio di Bari (1994)
- Bruttiful di Nicola Pignataro- Teatro Purgatorio di Bari (1994)
- Uastàte de Cervjìdde di Nicola Pignataro - Teatro Purgatorio di Bari (1995)
- Mi dispiace ma non Bossi di Nicola Pignataro - Teatro Purgatorio di Bari (1996)
- U fuèche de Sand'Andònie di Nicola Pignataro - Teatro Purgatorio di Bari (1996)
- Mittece na pèzze please di Nicola Pignataro - Teatro Purgatorio di Bari (1997)
- Filecenza di Nicola Pignataro - Teatro Purgatorio di Bari (1997)
- U dottor Babbìsce guarisce e non capisce di Nicola Pignataro - Teatro Purgatorio di Bari (1997)
- Chi trova un amico jàcchie nu uà di Nicola Pignataro - Teatro Purgatorio di Bari (1998)
- Moglie in offerta speciale di Nicola Pignataro - Teatro Purgatorio di Bari (1998)
- Libretto malasanitario di Nicola Pignataro - Teatro Purgatorio di Bari (2000)
- 55 milioni di incazzati di Nicola Pignataro - Teatro Purgatorio di Bari (2001)
- Un amore a terza vista di Nicola Pignataro - Teatro Purgatorio di Bari (2003)
- Il mio grosso grasso Priqueco Greco di Nicola Pignataro - Teatro Purgatorio di Bari (2003)
- Non dico bugie di Nicola Pignataro - Teatro Purgatorio di Bari (2005)
- Casa Le Mele di Nicola Pignataro - Teatro Purgatorio di Bari (2009)
- Il complotto del cappotto di Nicola Pignataro - Teatro Purgatorio di Bari (2009)
- Crisi Patate e Cozze di Nicola Pignataro - Teatro Purgatorio di Bari (2010)
- Cozza Mario Medico Precario di Nicola Pignataro - Teatro Purgatorio di Bari (2011)
- Ultimo tango a Iapigia di Nicola Pignataro - Teatro Purgatorio di Bari (2012)
- Libretto malasanitario di Nicola Pignataro - Teatro Purgatorio di Bari (2017)